# Clarence Campbell Conference
Clarence Campbell Conference var, tillsammans med Prince of Wales Conference, en av två konferenser i den nordamerikanska ishockeyligan National Hockey League (NHL) mellan 1974 och 1993.
Efter expansionen inför säsongen 1967/1968 hette konferensen "West Division" och innehöll alla de sex nya lagen, Los Angeles Kings, Minnesota North Stars, Oakland Seals, Philadelphia Flyers, Pittsburgh Penguins och St. Louis Blues, vilka alla hade placerats i den västligare divisionen. Inför säsongen 1974/1975 bytte West Division namn till "Clarence Campbell Conference" och innehöll då de två divisionerna Patrick och Smythe Division. Inför  säsongen 1981/1982 gjordes gruppindelningen om så lagen fick fler matcher mot motståndare på närmare håll, varvid Norris Division bytte konferens till "Clarence Campbell Conference" medan Patrick Division hamnade i "Prince of Wales Conference". När konferensen sen åter bytte namn inför säsongen 1993/1994, till Western Conference, lades "Norris" och "Smythe Division" ned och ersattes av de nya divisionerna Central och Pacific.
Mellan 1975 och 1981 utsågs det lag som vann grundserien på västra sidan till Clarence Campbell Conference-mästare. Från och med 1982 fram till det att "Clarence Campbell" lades ner 1993 var det istället det lag som gick hela vägen fram till Stanley Cup-finalen som blev konferensmästare. Clarence Campbell Conference-mästaren vann Clarence S. Campbell Bowl, ett pris som instiftades samtidigt som ligan expanderade 1967/1968 och delas ut till minne av NHL:s president mellan 1946 och 1977, Clarence S. Campbell.

## Divisionerna
Under konferensens sista säsong 1992/1993 spelade följande klubbar i Norris respektive Smythe:
| Norris Division - Chicago Blackhawks - Detroit Red Wings - Minnesota North Stars - St. Louis Blues - Tampa Bay Lightning - Toronto Maple Leafs | Smythe Division - Calgary Flames - Edmonton Oilers - Los Angeles Kings - San Jose Sharks - Vancouver Canucks - Winnipeg Jets |

### Sluttabellerna 1992/1993
Not: SM = Spelade matcher, V = Vinster, O = Oavgjorda, F = Förluster, GM = Gjorda mål, IM = Insläppta mål, Pts = Poäng, MSK = Målskillnad
| Norris Division       | SM | V  | O  | F  | GM  | IM  | Pts | MSK |
| --------------------- | -- | -- | -- | -- | --- | --- | --- | --- |
| Chicago Black Hawks   | 84 | 47 | 12 | 25 | 279 | 230 | 106 | +49 |
| Detroit Red Wings     | 84 | 47 | 9  | 28 | 369 | 280 | 103 | +89 |
| Toronto Maple Leafs   | 84 | 44 | 11 | 29 | 288 | 241 | 99  | +47 |
| St. Louis Blues       | 84 | 37 | 11 | 36 | 282 | 278 | 85  | +4  |
| Minnesota North Stars | 84 | 36 | 10 | 38 | 272 | 293 | 82  | -21 |
| Tampa Bay Lightning   | 84 | 23 | 7  | 54 | 245 | 332 | 53  | -87 |
| Smythe Division   | SM | V  | O  | F  | GM  | IM  | Pts | MSK  |
| ----------------- | -- | -- | -- | -- | --- | --- | --- | ---- |
| Vancouver Canucks | 84 | 46 | 9  | 29 | 346 | 278 | 101 | +68  |
| Calgary Flames    | 84 | 43 | 11 | 30 | 322 | 282 | 97  | +40  |
| Los Angeles Kings | 84 | 39 | 10 | 35 | 338 | 340 | 88  | -2   |
| Winnipeg Jets     | 84 | 40 | 7  | 37 | 322 | 320 | 87  | +2   |
| Edmonton Oilers   | 84 | 26 | 8  | 50 | 242 | 337 | 60  | -95  |
| San Jose Sharks   | 84 | 11 | 2  | 71 | 218 | 414 | 24  | -196 |

## Clarence Campbell Conference-mästare
Not: För samtliga vinnare av trofén Clarence S. Campbell Bowl, se "Vinnare av Clarence S. Campbell Bowl"
| - 1975: Philadelphia Flyers - 1976: Philadelphia Flyers - 1977: Philadelphia Flyers - 1978: New York Islanders - 1979: New York Islanders | - 1980: Philadelphia Flyers - 1981: New York Islanders - 1982: Vancouver Canucks - 1983: Edmonton Oilers - 1984: Edmonton Oilers - 1985: Edmonton Oilers - 1986: Calgary Flames - 1987: Edmonton Oilers - 1988: Edmonton Oilers - 1989: Calgary Flames | - 1990: Edmonton Oilers - 1991: Minnesota North Stars - 1992: Chicago Blackhawks - 1993: Los Angeles Kings |

## Konferens-titlar
- 6: Edmonton Oilers
- 4: Philadelphia Flyers
- 3: New York Islanders
- 2: Calgary Flames
- 1: Chicago Blackhawks
- 1: Los Angeles Kings
- 1: Minnesota North Stars
- 1: Vancouver Canucks

## Stanley Cup-mästare från Clarence Campbell
- 1974/1975 - Philadelphia Flyers
- 1979/1980 - New York Islanders
- 1980/1981 - New York Islanders
- 1983/1984 - Edmonton Oilers
- 1984/1985 - Edmonton Oilers
- 1986/1987 - Edmonton Oilers
- 1987/1988 - Edmonton Oilers
- 1988/1989 - Calgary Flames
- 1989/1990 - Edmonton Oilers

## Lagen som spelade i Clarence Campbell
| - Atlanta Flames mellan 1974 och 1980 - Calgary Flames mellan 1980 och 1993 - Chicago Blackhawks mellan 1974 och 1980 samt mellan 1981 och 1993 - Colorado Rockies mellan 1976 och 1982 - Detroit Red Wings mellan 1981 och 1993 - Edmonton Oilers mellan 1979 och 1993 - Kansas City Scouts mellan 1974 och 1976 - Los Angeles Kings mellan 1981 och 1993 - Minnesota North Stars mellan 1974 och 1978 samt mellan 1981 och 1993 - New York Islanders mellan 1974 och 1981 | - New York Rangers mellan 1974 och 1981 - Philadelphia Flyers mellan 1974 och 1981 - St. Louis Blues mellan 1974 och 1993 - San Jose Sharks mellan 1991 och 1993 - Tampa Bay Lightning mellan 1992 och 1993 - Toronto Maple Leafs mellan 1981 och 1993 - Vancouver Canucks mellan 1974 och 1993 - Washington Capitals mellan 1979 och 1981 - Winnipeg Jets mellan 1979 och 1993 |